# Ричардсон, Иэн
Иэн Уильям Ричардсон (англ. Ian William Richardson, 7 апреля 1934 — 9 февраля 2007) — шотландский актёр, широко известный в Великобритании как исполнитель роли макиавельянского политика Фрэнсиса Уркхарта, а также как один из ведущих шекспировских театральных актёров. Снимался в ряде телефильмов BBC. Командор ордена Британской Империи.

## Биография
Иэн Ричардсон родился 7 апреля 1934 года в г. Эдинбург (Шотландия). Учился в Болгринской начальной школе, позже, перед тем как начать обучение в Колледже драматических искусств (Глазго), посещал высшую школу в Тайнкастли ('Tynecastle High School'). Впервые актёр стал известен благодаря роли Гамлета в Бирмингемском театре (Birmingham Repertory Theatre), которую он сыграл в 1960 году перед тем, как присоединиться к Королевской Шекспировской Труппе (Royal Shakespeare Company), в которой активно работал в течение нескольких лет, играя различные роли. Работая в этой труппе, он сам создал роль Жана-Поля Марата и постановку «Марат/Сад» (Marat/Sade), адаптировав её впоследствии для киноверсии 1966 года. После этого к актёру пришёл успех на сценах Стратфорда, Онтарио и Нью-Йорка.
В 1974 году у Ричардсона случился кратковременный нервный срыв, в результате чего он оставил Королевскую Шекспировскую труппу. Два года спустя, в 1976 году, он выступил на сцене Бродвея, сыграв роль Генри Хиггинса в спектакле «Моя прекрасная леди» («My Fair Lady»), после чего завоевал премию «Драма Деск». В 1981 году актёр снова выступил на Бродвее в постановке Эдварда Элби «Лолита» (по В. Набокову).
В 1968 году он сыграл Оберона в киноленте «Сон в летнюю ночь», а позже Дона Хуана в телевизионном фильме компании ВВС «Много шума из ничего» (1978). 1980-е годы характеризовались разнообразием ролей Ричардсона в художественных и телевизионных фильмах. Большая часть его работ была на телевидении («Медник, портной, солдат, шпион» (1979), «Шесть веков в стихах» (1984), «Тупой» (1985) и др.). Также Ричардсон сыграл Шерлока Холмса в телевизионных версиях «Собаки Баскервилей» (1983) и «Знака четырех» (1984). Актёр приобрёл ещё большее признание после роли навязчивого бюрократа в «Бразилии» Терри Гиллиама (1985).
В 1990 году состоялась премьера политического мини-сериала «Карточный домик» по роману британского писателя Майкла Доббса. На роль главного парламентского партийного организатора и впоследствии премьер-министра Великобритании от партии консерваторов Фрэнсиса Уркхарта постановщики позвали Иэна Ричардсона. За эту роль актёр получил премию BAFTA. Он же сыграл эту роль в продолжениях «Зайти с короля» (1993) и «Окончательное решение» (1995).
В последние годы актёр всё меньше играл на сцене, однако активно снимался в кино и сериалах. Последние роли он сыграл в 2006 году, блеснув в роли учителя и наставника Артура Конан Дойла и прототипа Шерлока Холмса — доктора Джозефа Белла.
Иэн Ричардсон умер во сне в возрасте 72 лет в своём доме в Лондоне 9 февраля 2007 года.

## Личная жизнь
2 февраля 1961 года Ричардсон женился на актрисе Марусе Фрэнк. В браке у них родились двое сыновей: Джереми и Майлз.

## Фильмография
| Год        | Фильм                                             | Роль                                  | примечания  |
| ---------- | ------------------------------------------------- | ------------------------------------- | ----------- |
| 2007       | Джейн Остин                                       | Джадж Ланглуа                         |             |
| 2006       | Санта — Хрякус: Страшдественская сказка           | Смерть                                | озвучивание |
| 2006       | Крёстный                                          | Death                                 |             |
| 2005       | Холодный дом                                      | Chancellor                            |             |
| 2004       | Мисс Марпл: Тело в библиотеке                     | Конвей Джеферсон                      |             |
| 2004       | Римская империя: Нерон                            | Септимий                              |             |
| 2003       | Секретные материалы Стрейнджа                     | Canon Adolphus Black                  |             |
| 2001       | Из ада                                            | Sir Charles Warren                    |             |
| 2000       | Комнаты смерти: Загадки настоящего Шерлока Холмса | доктор Джозеф Белл                    |             |
| 2000       | 102 далматинца                                    | Мистер Рвач, адвокат Стервеллы Девиль |             |
| 2000       | Тёмное королевство                                | Лорд Гроун                            |             |
| 1999       | Дом волшебника                                    | Волшебник Стивен Тайлер               |             |
| 1999       | Король и я                                        | The Kralahome                         | озвучивание |
| 1998       | Алиса в Зазеркалье                                | Оса                                   |             |
| 1998       | Рыцарь Камелота                                   | Мерлин                                |             |
| 1998       | Тёмный город                                      | Mr. Book                              |             |
| 1997       | Кентервильское привидение                         | Simon de Canterville                  |             |
| 1997       | Женщина в белом                                   | Mr. Fairlie                           |             |
| 1995       | Карточный домик. Окончательное решение            | Фрэнсис Уркхарт                       |             |
| 1995       | Екатерина Великая                                 | канцлер Михаил Воронцов               |             |
| 1993       | Карточный домик. Зайти с короля                   | Фрэнсис Уркхарт                       |             |
| 1992 -1998 | Горец                                             | Max Leiner                            |             |
| 1992       | Неджентльменский поступок                         | губернатор Фолклендских островов      |             |
| 1992       | Год кометы                                        | Sir Mason Harwood                     |             |
| 1990       | Розенкранц и Гильденстерн мертвы                  | Полоний                               |             |
| 1990       | Призрак Оперы                                     | Cholet                                |             |
| 1990       | Карточный домик                                   | Френсис Уркхарт                       |             |
| 1990       | Заговор против Гитлера                            | генерал-полковник Людвиг Бек          |             |
| 1985       | Бразилия                                          | Mr. Warrenn                           |             |
| 1983       | Знак четырёх                                      | Шерлок Холмс                          |             |
| 1983       | Собака Баскервилей                                | Шерлок Холмс                          |             |
| 1980       | Гоген-дикарь                                      | Дега                                  |             |
| 1978       | Много шума из ничего                              | Don John                              |             |
| 1970       | Человек из Ла Манчи                               | The Padre                             |             |
| 1967       | BBC: Цивилизация                                  | Civilisation                          |             |
| 1968       | Сон в летнюю ночь                                 | Оберон                                |             |
| 1967       | Марат/Сад                                         | Марат                                 |             |
| 1964       | Комедия ошибок                                    | Antipholus of Ephesus                 |             |

## Награды и номинации

### Награды
- Премия «Драма Деск» в 1976 году — «Лучший актёр в мюзикле» за заглавную роль в спектакле «Моя прекрасная леди».
- BAFTA TV в 1991 году — «Лучший актёр» за лучшую мужскую роль в телефильме «Карточный домик».